# Fontiveros
Fontiveros település Spanyolországban, Ávila tartományban.  Lakosainak száma 725 fő (2024).

## Népesség
A település népessége az utóbbi években az alábbiak szerint változott:
| Lakosok száma | 1001 | 948  | 918  | 882  | 842  | 798  | 758  | 748  | 734  | 725  |
|               | 2001 | 2004 | 2006 | 2009 | 2011 | 2014 | 2016 | 2019 | 2021 | 2024 |